# Flanders Moraine
Flanders Moraine är en kulle i Antarktis. Den ligger i Östantarktis. Australien gör anspråk på området. Toppen på Flanders Moraine är 118 meter över havet.
Terrängen runt Flanders Moraine är platt åt nordväst, men åt sydost är den kuperad.  Trakten är obefolkad. Det finns inga samhällen i närheten. 